# 후쿠오카현도 제806호선
후쿠오카현도 제806호 요시이쿠메 자전거도 선(일본어: 福岡県道806号吉井久留米自転車道線)은 후쿠오카현 우키하시에서 구루메시까지 이어주는 일반 현도이자 자전거 길이다. 그러나 노선 전체가 도도부현도로 지정되어 있음에도 불구, 2019년 현재 후쿠오카현의 현도 번호로는 가장 마지막의 번호이기도 하며, 홋카이도와 오키나와현을 제외한 일본의 45개의 도도부현도 노선 중에서 가장 큰 번호를 가진 도도부현도이기도 하다. 별칭은 지쿠고강 자전거도(筑後川自転車道)라고 표현한다.

## 개요
- 기점 : 후쿠오카현 우키하시 요시이정
- 종점 : 후쿠오카현 구루메시 히가시쿠시하라정

## 주변 시설
- 지쿠고강